# Txoria txori

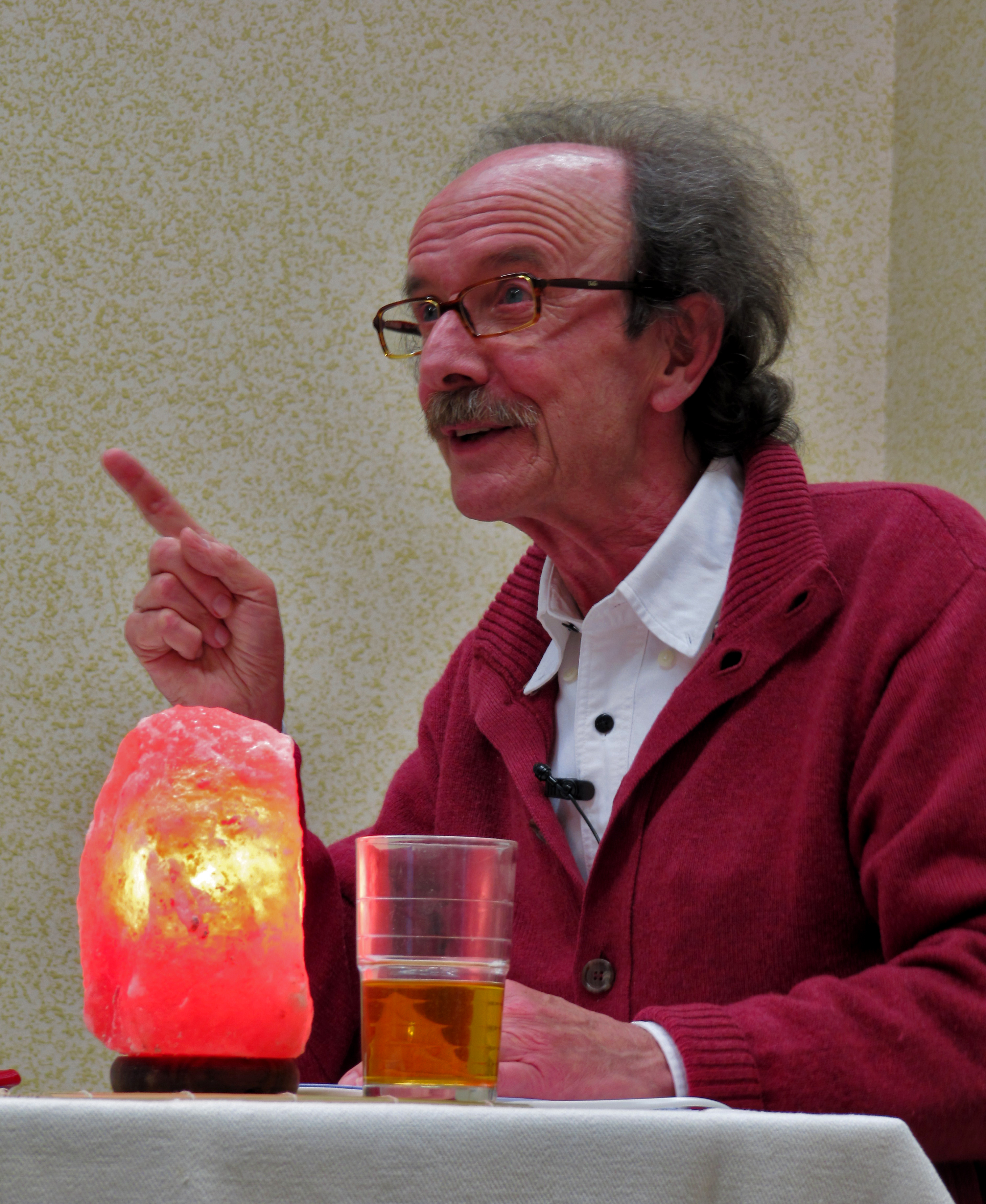
Josean Artze, diktens författare.

Txoria txori, ungefär "Fågeln fågel", är en dikt på baskiska från 1957 skriven av Joxean Artze. Dikten handlar om en vingklippt fågel och går även under namnet Hegoak, som betyder ungefär "Vingar". Den blev populär som en motståndssymbol mot Francoregimens lagar som begränsade användning av det baskiska språket. Dikten tonsattes av Mikel Laboa 1968 efter att han tillsammans med sin fru hade upptäckt verserna tryckta på servetterna i en restaurang i San Sebastián 1968. Sången gavs ut på hans album Bat-hiru 1974, och har sedan spelats in av flera artister.

## Inspelningar
| Artist                                     | Titel                        | Album                                         | År   | Skivbolag                             |
| Mikel Laboa                                | "Txoria txori"               | Bat-hiru                                      | 1974 | Elkarlanean                           |
| L'Arcusgi                                  | "Egoak"                      | Resistenza                                    | 1988 | Ricordu                               |
| Hegoak                                     | "Hegoak"                     | Hegoak                                        | 1989 | Agorila                               |
| Etsaiak                                    | "Txoria txori"               | Gerra Zikina                                  | 1990 | Esan Ozenki                           |
| Angel Katarain                             | "Txoria txori (Lekeitio)"    | Txerokee, Mikel Laboaren Kantak               | 1990 | Elkar                                 |
| Erramun Martikorena                        | "Hegoak"                     | Olerkarien oihartzun                          | 1993 | Elkar                                 |
| Carmen Leñero                              | "Txoria txori"               | Almuerzo en la Hierba                         | 1997 | AMFM Records / Opción Sonica USA      |
| Joan Baez                                  | "Txoria txori"               | Diamonds & Rust in the Bullring               | 1998 | Gold Castle                           |
| Portobello Bones                           | "Hasta cierto punto"         | Refuse to keep silence                        | 1998 | PBB/Crash Disc                        |
| Errobi Kanta                               | "Txoria txori - Oi gu hemen" | Euskal Kulturaren Mezulari - Baiona           | 1998 | Idol/Agorila                          |
| Itxaso & Daniel Pérez y Gorka Benítez      | "Txoria txori"               | New land-Lur berria                           | 2000 | Fresh Sound-World Jazz                |
| 2B2R                                       | "L'auzel (Hegoak)"           | D'aïci, d'ailleurs                            | 2003 |                                       |
| Ester Formosa                              | "Txoria txori"               | Perquè vull i altres cançons imprescindibles. | 2004 | Ventilador Music                      |
| Ontuak                                     | "Hegoak"                     | Hola Festa!                                   | 2004 | Idol/Agorila                          |
| Maialen Errotabehere, Mixu y Xabaltx       | "Hegoak"                     | MMX                                           | 2008 | Agorila                               |
| John Kelly & Maite Itoiz, The Kelly Family | "Txoria txori"               | The Blue Elf'S Dream - The Live Show          | 2009 |                                       |
| Kepa Junkera (junto a Pablo Milanés)       | "Txoria txori"               | Kalea                                         | 2009 | Warner                                |
| Hak'Amarra                                 | "Txoria txori"               | Bidaian                                       | 2011 | Elkar                                 |
| Anne Etchegoyen y Aizkoa                   | "Hegoak (Les ailes)"         | Les Voix Basques                              | 2013 | Otentik Produons / Sony Music         |
| Battista Acquaviva                         | "Hegoak - Txoria Txori"      | Les chants de libertés                        | 2015 | Decca Records / Universal Music Group |
| NAO                                        | "Txoria txori"               | Ata que o lume se apague                      | 2018 | Estudios Garate                       |
| Moonshine Wagon                            | "Txoria txori"               | Straight from the Mud                         | 2019 | Moonshine Wagon                       |
| Isseo &amp; Dodosound                      | "Txoria txori"               | Same Love                                     | 2019 | Mundo Zurdo                           |
| Kalakan                                    | "Txoria txori"               | Ahotsez                                       | 2022 | Saroia                                |
| Mikel Laboa                                | "Txoria txori"               | Ikimilikiliklik                               | 2022 | Elkar                                 |